# Dicrorygma
Dicrorygma is een geslacht van uitgestorven kreeftachtigen uit de klasse van de Ostracoda (mosselkreeftjes).

## Soorten
- Dicrorygma (Orthorygma) brotzeni Christensen, 1965 †
- Dicrorygma (Orthorygma) kimmeridgensis (Kilenyi, 1965) Kilenyi, 1969 †
- Dicrorygma (Orthorygma) maior Christensen, 1965 †
- Dicrorygma (Orthorygma) reticulata Christensen, 1965 †
- Dicrorygma minuta (Kaye, 1963) Gruendel, 1966 †
- Dicrorygma mullinsi Poag, 1962 †
- Dicrorygma poagi Kubiatowicz, 1983 †